# Koto Teguh
Koto Teguh is een bestuurslaag in het regentschap Merangin van de provincie Jambi, Indonesië. Koto Teguh telt 484 inwoners (volkstelling 2010).